# Карикатура

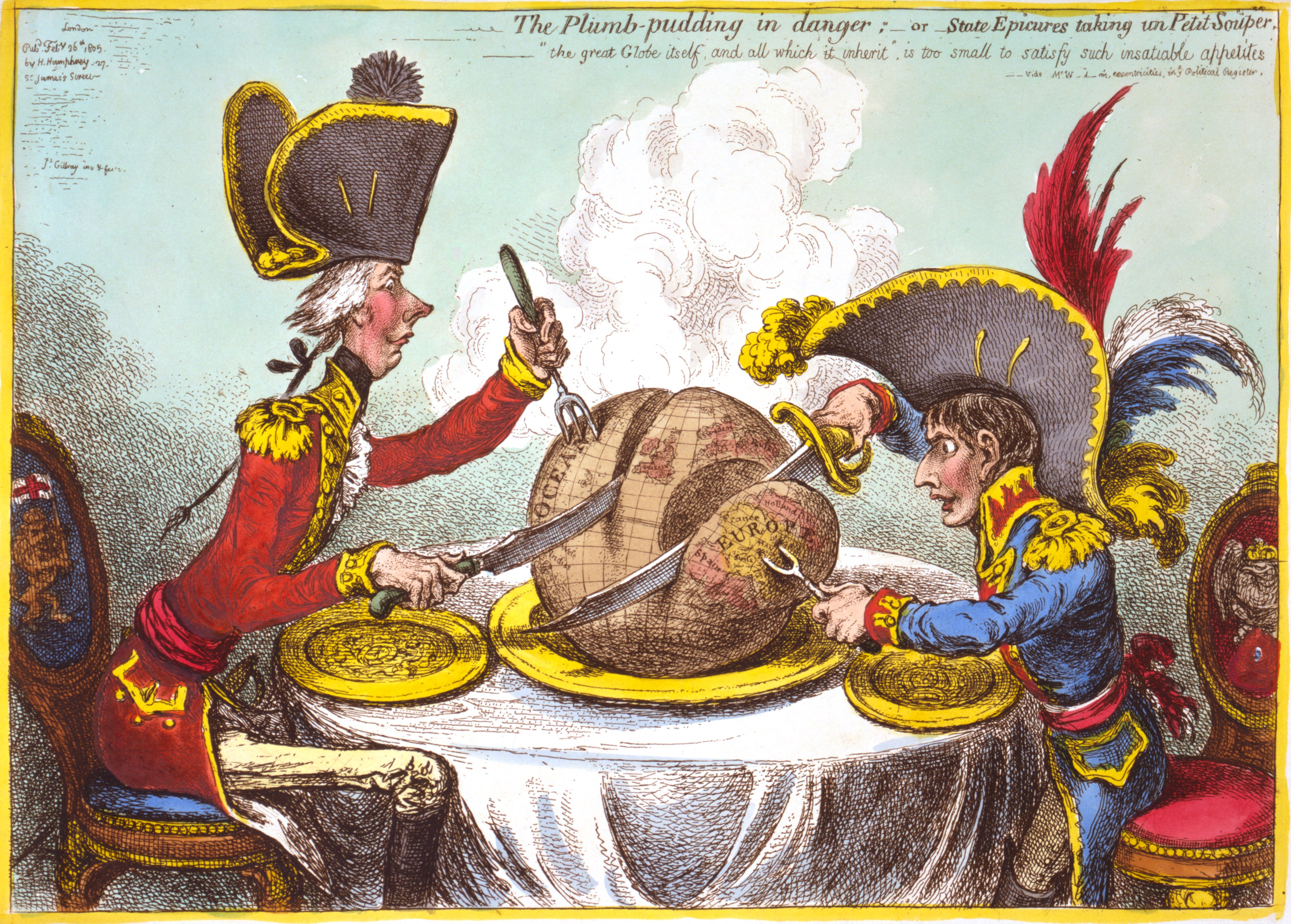
Карикатура Джеймса Гілрея на Наполеона та Вільяма Пітта, що ділять між собою світ, 1809 р.

Карикату́ра (італ. caricatura, від caricare — перевантажувати, перебільшувати) — викривлене зображення людини, типажу чи дії, зазвичай створене з розважальною метою. Комічного ефекту в карикатурі досягають за допомогою перебільшення найхарактерніших рис, проведенням аналогії чи уподібненням до іншої істоти або об'єкта. Майстер, який створює карикатури, називається карикатуристом.

## Особливості термінології
Є певні розходження між тим, як розуміють слово карикатура в англомовному світі та в Україні. Слово caricature означає глузливий або смішний малюнок реальної людини з перебільшеними рисами зовнішності, шарж, тому розуміється як різновид портрету.
Слово cartoon натомість позначає зображення вигаданих персонажів. Це мальована пародія, жарт («смішні картинки»). Преса української діаспори його передавала англіцизмом картун.
Термін картун пов'язаний з мистецтвознавчим терміном картон, що має значення картини, фрески, гобелена (декоративної тканини) або вітражу. Вживатися для позначення гумористичних ілюстрацій в журналах і газетах це поняття почало у XIX столітті. Вперше це зробив британський журнал гумору і сатири «Punch» у 1843 році, коли використав гумористичний термін на позначення сатиричних малюнків, особливо тих, автором яких був Джон Ліч. Починаючи з XX століття, слово картун також стало означати комічні серії (comic strips) та анімаційні фільми.
З 2010-х набуває вжитку словосполучення «іронічна графіка». Іноді його вживають просто як синонім слова «карикатура», але частіше — для робіт із філософським підтекстом (кількома вимірами підтекстів). Іронічна графіка не розважає; вона звертає увагу на одвічні проблеми людського буття, візуально виражає світогляд, ставлення до влади, політики тощо митця.

## Політичні карикатури
Політична карикатура — це малюнок, який пов'язаний з поточними, в основному політичними подіями або особами, та часто містить текстовий коментар. Художня майстерність у таких зображеннях поєднується з гіперболою і сатирою, щоб висміяти і привернути увагу влади та суспільства до корупції та інших соціальних проблем.

## Історія

Карикатура на диктаторські режими, 1938 р.

Першими зображеннями, які можна охарактеризувати як карикатури, є малюнки на давньогрецьких вазах і теракотові статуетки, пов'язані з театральними комедіями. Протягом середньовіччя романські та готичні скульптори висміювали людські недоліки, зображаючи їх у кам'яних капітелях і дерев'яних різьблених сидіннях.
Карикатурні зображення присутні на картинах Пітера Брейгеля Старшого та Ієроніма Босха. Але карикатура в сенсі сатиричного портрета конкретної особи вперше з'явилася в Агостіно Карраччі. Перші карикатури на людей, чиї імена відомі й сьогодні, належать Лоренцо Берніні. Саме слово карикатура найраніше вжили італієць Аннібале Карраччі та його брат Агостіно щодо деяких створених ними перебільшених портретних ескізів.
Англійський художник Томас Роулендсон створив комічні образи багатьох публічних персонажів свого часу: герцогів, актрис, аукціоністів, авторів дешевого чтива. Особливу увагу він надавав помпезним костюмам і перебільшеним тілесним формам. Його сучасник Джеймс Гілрей, знаменитий як автор політичних карикатур, використовував драматичне відчуття ситуації та аналогії. У 1830 році в Лондоні почав виходити щомісячник «Monthly Sheet of Caricatures», а в 1841 — «Punch». Джон Ліч став одним із найвідоміших його ілюстраторів.
У Франції в XIX столітті в цьому жанрі працював Оноре Дом'є, відомий своїми нарізками політичних карикатур в антимонархічному тижневику «La Caricature». В 1835 році французька влада заборонила політичну карикатуру, після чого Дом'є перейшов до карикатури соціальної. Ключем до його успіху як сатирика була здатність поєднувати психічний стан суб'єкта з фізичним недоліком. Французький гравер і плакатист Жюль Шере розробив дешевий тип кольорової літографії, що використовується в плакатному мистецтві та видавничій справі. В той час як газетні карикатури набули популярності, ряд художників, зокрема Джеймс Вістлер, Тулуз Лотрек, Джордж Грос і Бен Шен, продовжували традицію карикатури в живописі.
У роки після Першої світової війни, зі зростанням популярності газет та інших періодичних видань, цей жанр пережив ренесанс у Сполучених Штатах, коли карикатура набула популярності, не поступаючись фотографії. Ел Гіршфельд і Мігель Коваррубіас вирізнялися в цей час барвистими та витонченими карикатурами, що були не просто їдкими візуальними коментарями. У Британії журнал «Punch» підтримував традицію політичної та соціальної карикатури протягом 1950—1992 років. Американський карикатурист Девід Левін прославився карикатурами на відомих письменників і політиків у журналах «Time», «Playboy» та «New York Times». Ілюстратор журналу «MAD» Морт Друкер понад п'ять десятиліть був славетний сатиричними карикатурами на кінозірок і телевізійних акторів. Англійський карикатурист та ілюстратор Джеральд Ентоні Скарф створював карикатури для «The New Yorker», «The Sunday Times», «Punch» та багатьох інших видань. Альберт Гіршфельд був американським карикатуристом, найвідомішим своїми чорно-білими портретами знаменитостей і зірок Бродвею.
Сучасні відомі карикатуристи/картуністи: Мартін Роусон, Білл Воттерсон, Майк Джадж, Брюс МакКіннон, Грем Маккей, Алан Мур, Кевін Сміт, Манджул, Джерум Снелдерс, Халід Албайх, Сатіш Ачарія, Запіро, Берклі Бредед, Мартін Першейд, Петер Клузен, Альбер Удерзо, Леонардо Ортолані.

## Карикатура в Україні

Обкладинка журналу «Всесміх» (№ 11, липень 1992)

На території України перші спроби карикатурних зображень наявні у середньовічних мініатюрах, зокрема у «Київському Псалтирі» (1396), Радзивиллівському літописі (XV ст.), книжкових гравюрах XVII ст., в іконописі (теми «Страшного суду»), народному малярстві («Козак Мамай»), портретах польських вельмож і козацьких гетьманів. Кілька карикатур і шаржів створив Тарас Шевченко.
Поширення карикатур в Україні пов'язане з розвитком української періодики. Від II половини XIX ст. українські художники-карикатуристи згуртовувалися навколо гумористично-сатиричних часописів, переважно на заході Україні, зокрема «Страхопудъ». Першими відомими українськими карикатуристами у 1860-і pоки стали Анатоль Вахнянин у Львові, Ю. Мороз у Коломиї. В більшості тогочасних журналів і газет не зазначали прізвищ карикатуристів, проте відомі такі імена, як Степан Томасевич, Теофіл Копистинський, Корнило Устиянович, Тит Романчук, Лев Турбацький. Першим суто українським гумористично-сатиричним журналом із карикатурами був «Сова», що видавався на Закарпатті в Ужгороді з 1871 року. Українську сатиричну графіку наприкінці XIX ст. розвивали Теофіл Терлецький, Микола Івасюк та Порфирій Мартинович.
На початку XX ст. сформувався український національний почерк карикатури. Після революції 1905 у Російській імперії в Україні стали видавати журнали «Шершень», «Хрін», «Забіяка» (згодом заборонені царською владою), для яких малювали художники-карикатуристи Іван Бурячок, Фотій Красицький, Опанас Сластіон, Іван Шульга, Володимир Різниченко. В Галичині тим часом друкувалися часописи «Зеркало» (1889—1908) та «Комар» (1900–05), де публікувався художник-карикатурист Ярослав Пстрак. У США та Канаді в 1900-1920-і роки малювали карикатури такі українські емігранти, як Яків Майданик. За доби УНР започатковано видання журналів «Будяк» (1917), «Ґедзь» (1917—1918), «Реп'ях» (1918), де публікували карикатури й шаржі Іван Бурячок, Охрім Судомора, Іван Косинін, а також ілюстратори під псевдонімами Стецько, Г. Злотий, Юрко, П. Коцький, Боф та ін.
Після насадження в Україні радянської влади карикатура набула виразного комуністичного спрямування. В 1920-і роки в Україні видавали гумористичний журнал «Червоний перець», але головним жанром сатиричної графіки став політичний плакат. Серед провідних українських карикатуристів того часу — Казимир Агніт-Следзевський, Олександр Довженко, Лев Каплан, Олександр Козюренко, Бернард Кратко, Анатолій Петрицький, Борис Шаповал. 1920–1930-і роки характеризуються піднесенням української карикатури й шаржу в Галичині. Там виходили журнали «Будяк» (1921—1923), «Маски» (1923), «Жорна» (1933—1934), «Зиз» (1924—1933), «Комар» (1933—1939) з малюнками таких митців, як Павло Ковжун, Роберт Лісовський, Микола Бутович, Лев Ґец. Існували й такі журнали, як «Вікна УкРОСТА», орієнтовані на людей неписьменних, а тому наповнені карикатурними коміксами. У 1920-і роки існувала українська таборова преса, значну частину якої становили гумористично-сатиричні газети й журнали. Більшість авторів цих малюнків залишаються невідомими або сховані за псевдонімами.
Головним гумористичним журналом УРСР став «Перець», в якому з 1941 року працювали вцілілі в часи сталінських репресій художники-карикатуристи. За завданням КПРС ілюстратори розробляли антинаціоналістичну тематику, викривали капіталістів, прославляли «щасливе» радянське життя. Великого значення надавали викриттю «сил світової реакції», імперіалізму, боротьбі з «пережитками капіталізму», антирелігійній пропаганді, а також побутовій карикатурі. Саме через «Перець» комікс на довгі роки отримав у українській культурі статус суто гумористичного виду мистецтва.

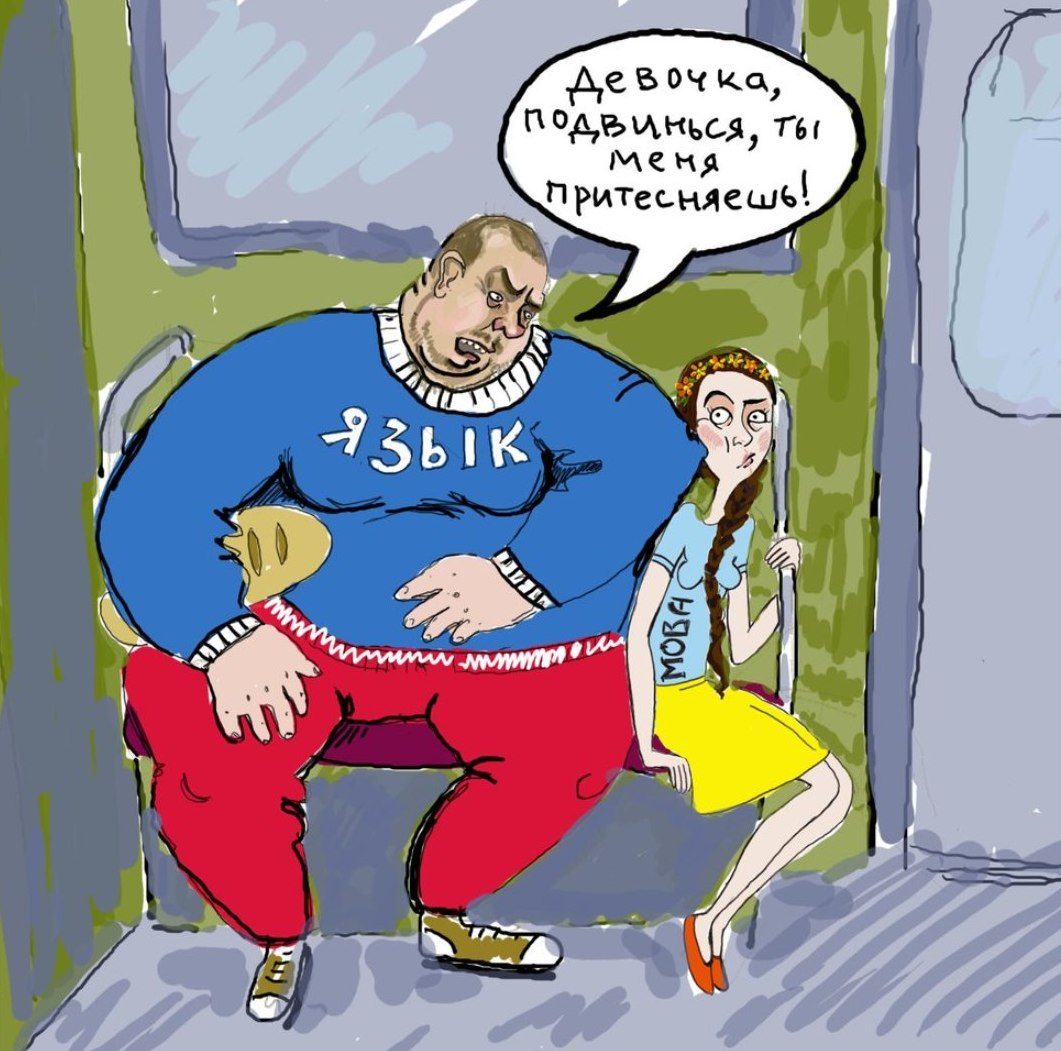
Карикатура, що зображає стан української мови в Україні, 2011 р.

Підпільна періодика ОУН та УПА нараховує кілька гумористично-сатиричних часописів: «Оса» (1942), «Український перець» (1944—1947), «Повстанське кропило» (1944—1945), «Хрін». Карикатури й шаржі, антирадянські сатиричні листівки створювали Ніл Хасевич, Степан Радиш, художник під псевдонімом Астра. З діаспорних видань відомий журнал «Точило» (1930–1940-і, Вінніпеґ), «Комар» (1949—1950, Вінніпеґ), «Мітла» (1949–1960-і, Буенос-Айрес), «Запроторений комар — Їжак» (1946—1948, м. Ельванґен, Мюнхен, Німеччина) та «Лис Микита» (1951—1991, м. Детройт, США). Їх ілюстрували Едвард Козак, Михайло Левицький, Яків Гніздовський, Олександр Климко та ін. Підпільні карикатури висміювали як німецьку, так і радянську владу в Україні.
Відомими карикатуристами УРСР після Другої світової війни були Анатолій Базилевич, Ігор Александрович, Анатолій Арутюнянц, Казимир Агніт-Следзевський, Сергій Герасимчук, Володимир Гливенко.
Період Незалежності позначився новими карикатуристами, хоча сама карикатура набула космополітичних ознак. Значна частина карикатур початку 1990-х була сороміцького змісту. Карикатуристи згуртувалися навколо журналів «Перець» (Київ) і «Всесміх» (Торонто). Саме в перше десятиліття Незалежності українська карикатура стала широко відома по світу завдяки тому, що в митців з'явилася змога легально брати участь у міжнародних конкурсах. З 1994 по 2003 виходила гумористична газета для дітей «Перченя» (раніше була додатком до «Перця»). У 2000-і українська карикатура помітно змістилася в політичну площину. Багато карикатуристів уклали угоди з конкретними виданнями, не маючи права публікуватися в інших. Російська збройна агресія Росії проти України спонукала до сплеску карикатурної творчості. Поміж відомих карикатуристів незалежної України: Володимир Казаневський, Костянтин Казанчев, Сергій Семендяєв, Віктор Голуб, Олег Гуцол, Юрій Журавель, Анатолій Василенко, Олег Смаль.

## Галерея

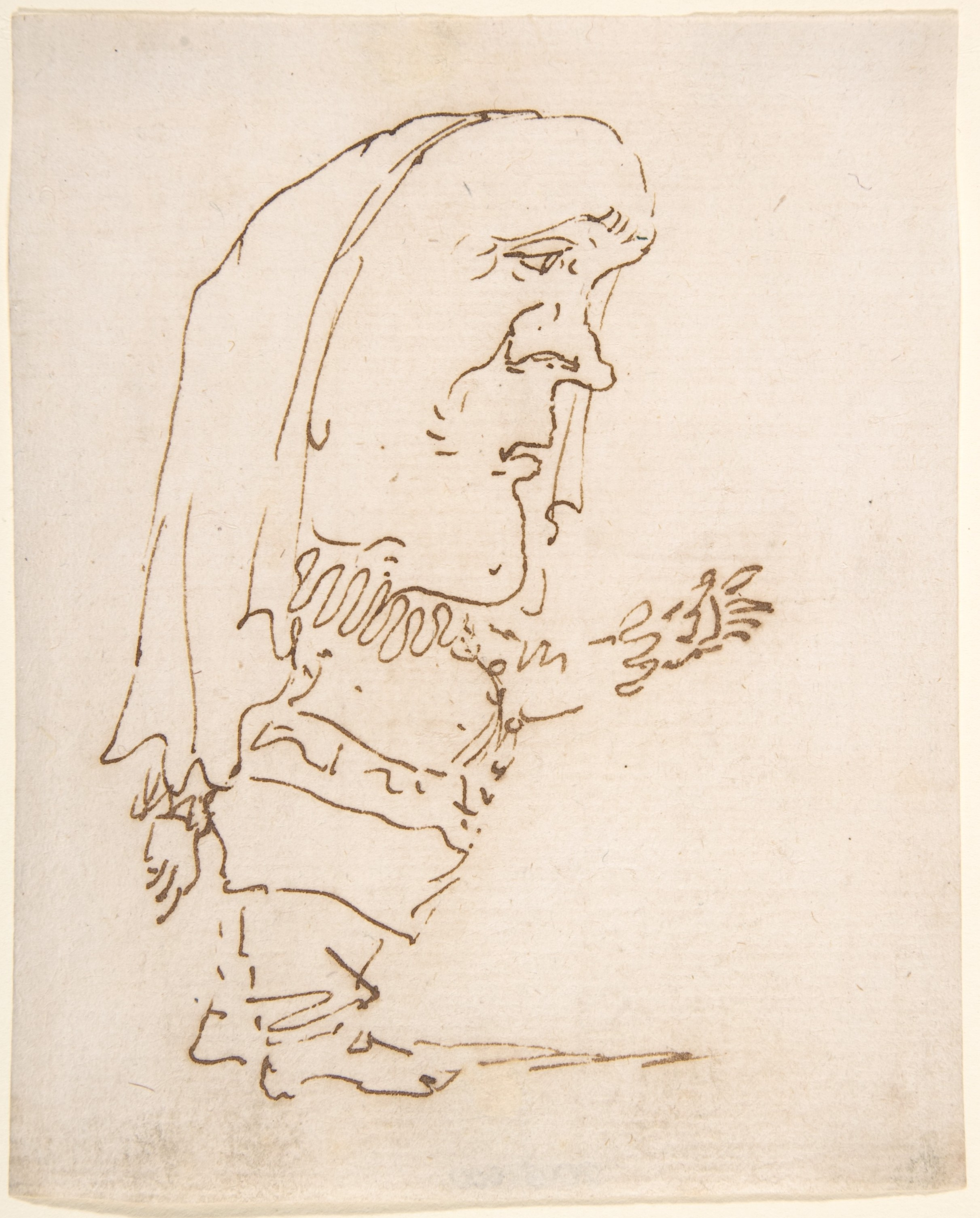
Карикатура Лоренцо Берніні, XVII ст.
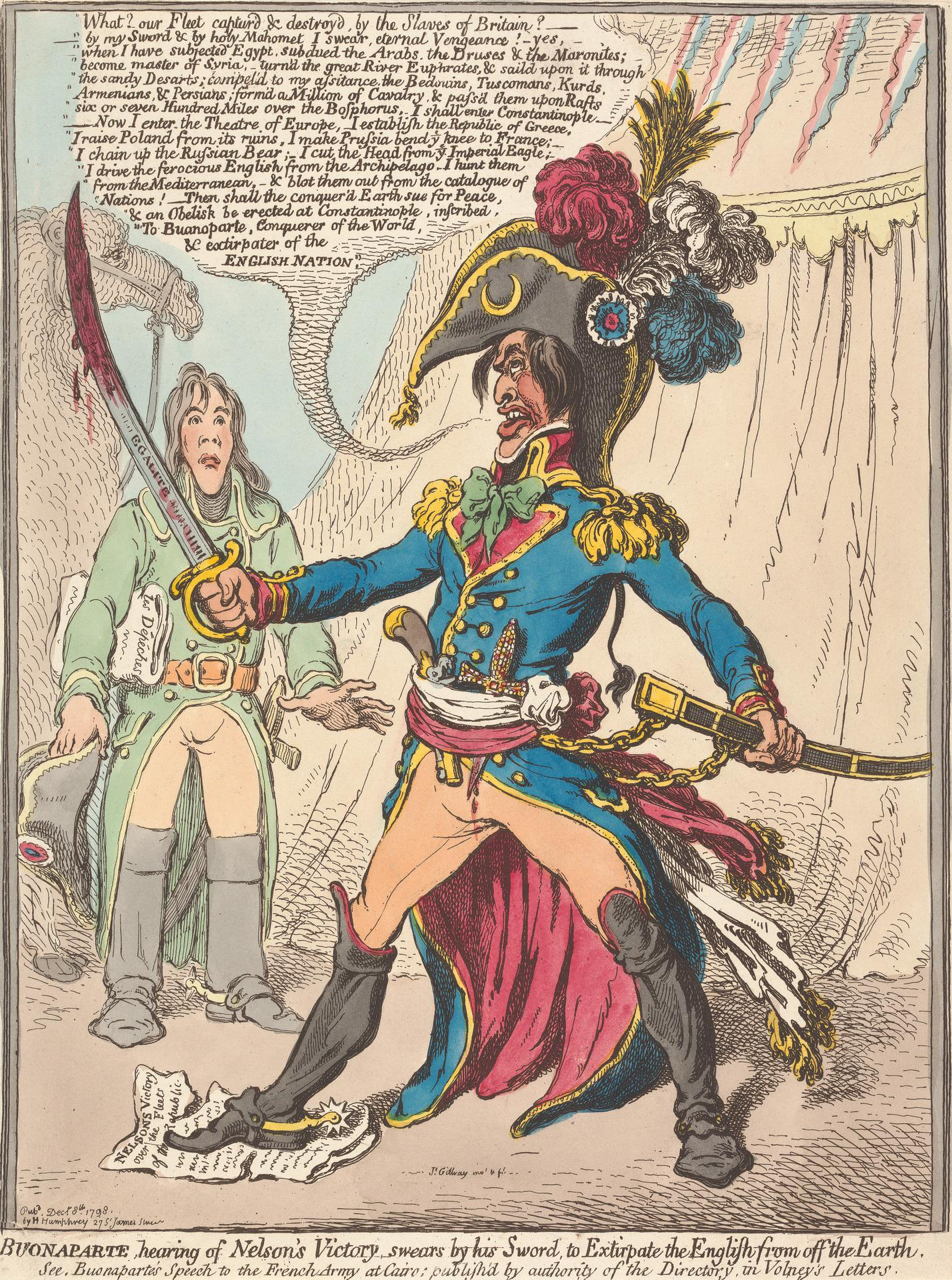
«Бонапарт, почувши про перемогу Нельсона…». Карикатура Джеймса Гілрея, 1798 р.
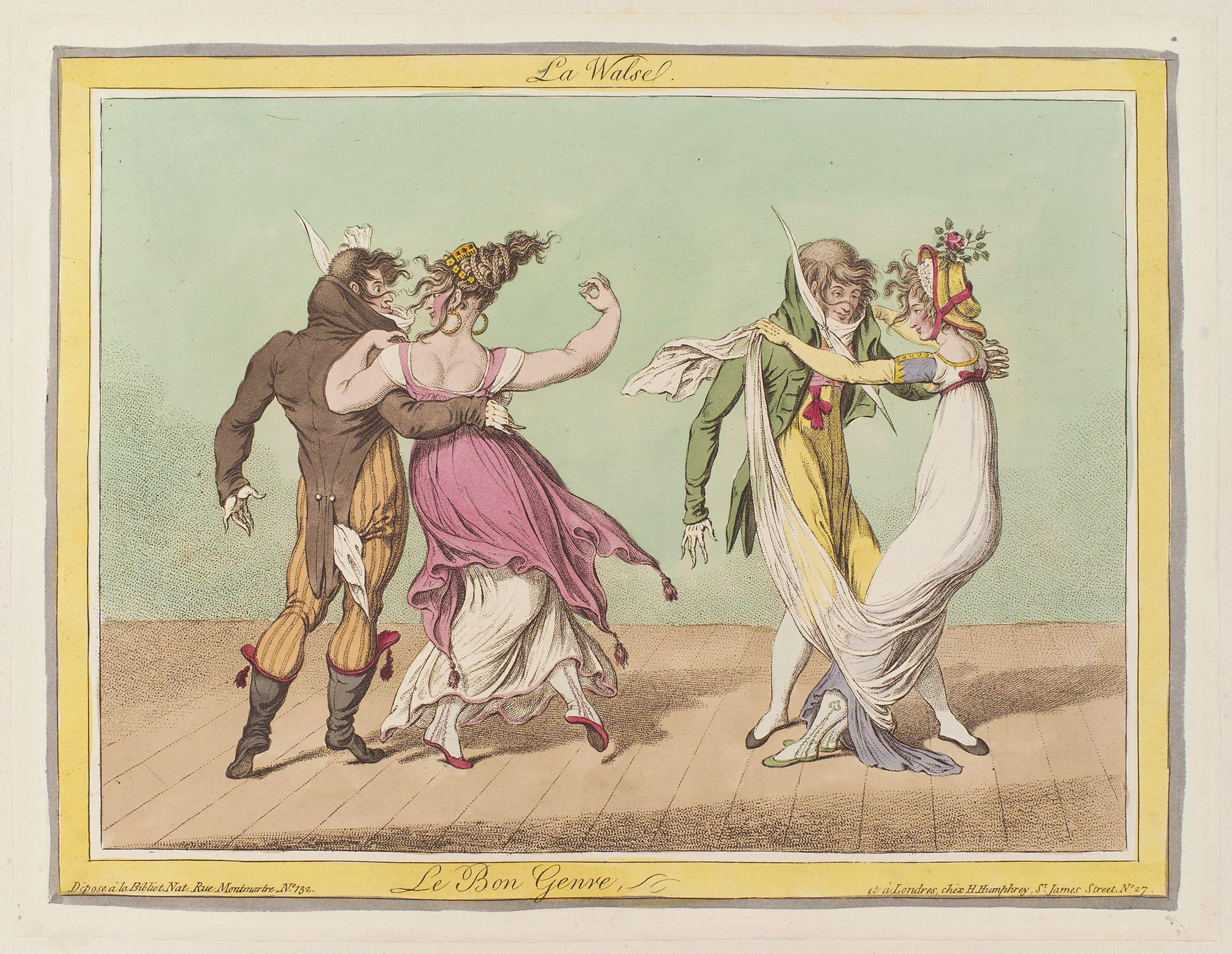
Карикатура Джеймса Гілрея на вальс — танець, який вважався в Англії початку XIX ст. непристойним, 1810 р.
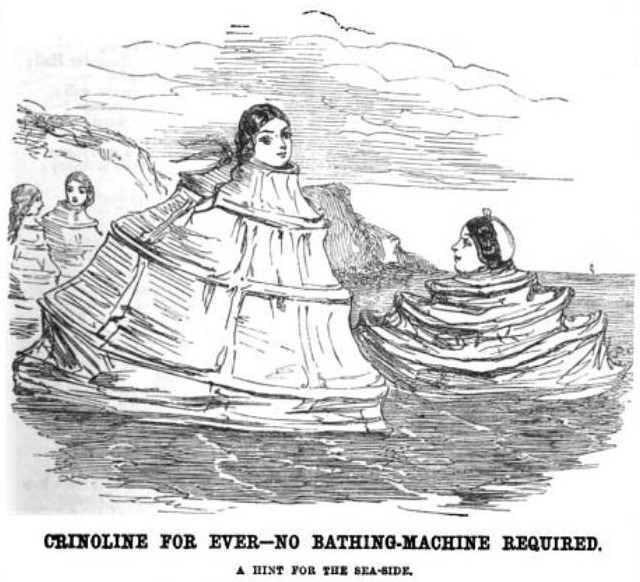
Карикатура на кринолінові спідниці в журналі «Punch» 1858 р.
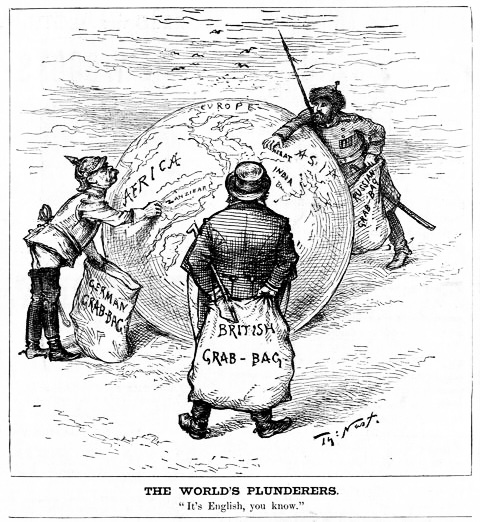
«Грабіжники світу»: Німеччина, Британія та Росія на карикатурі Томаса Неста, 1885 р.
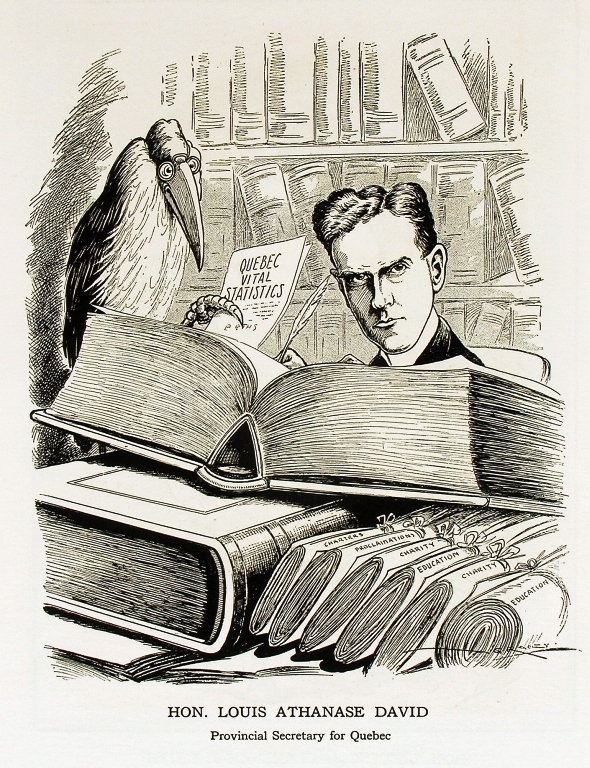
Атанас Девід, провінційний секретар Квебеку на карикатурі Артура Джорджа Рейсі, 1922 р.
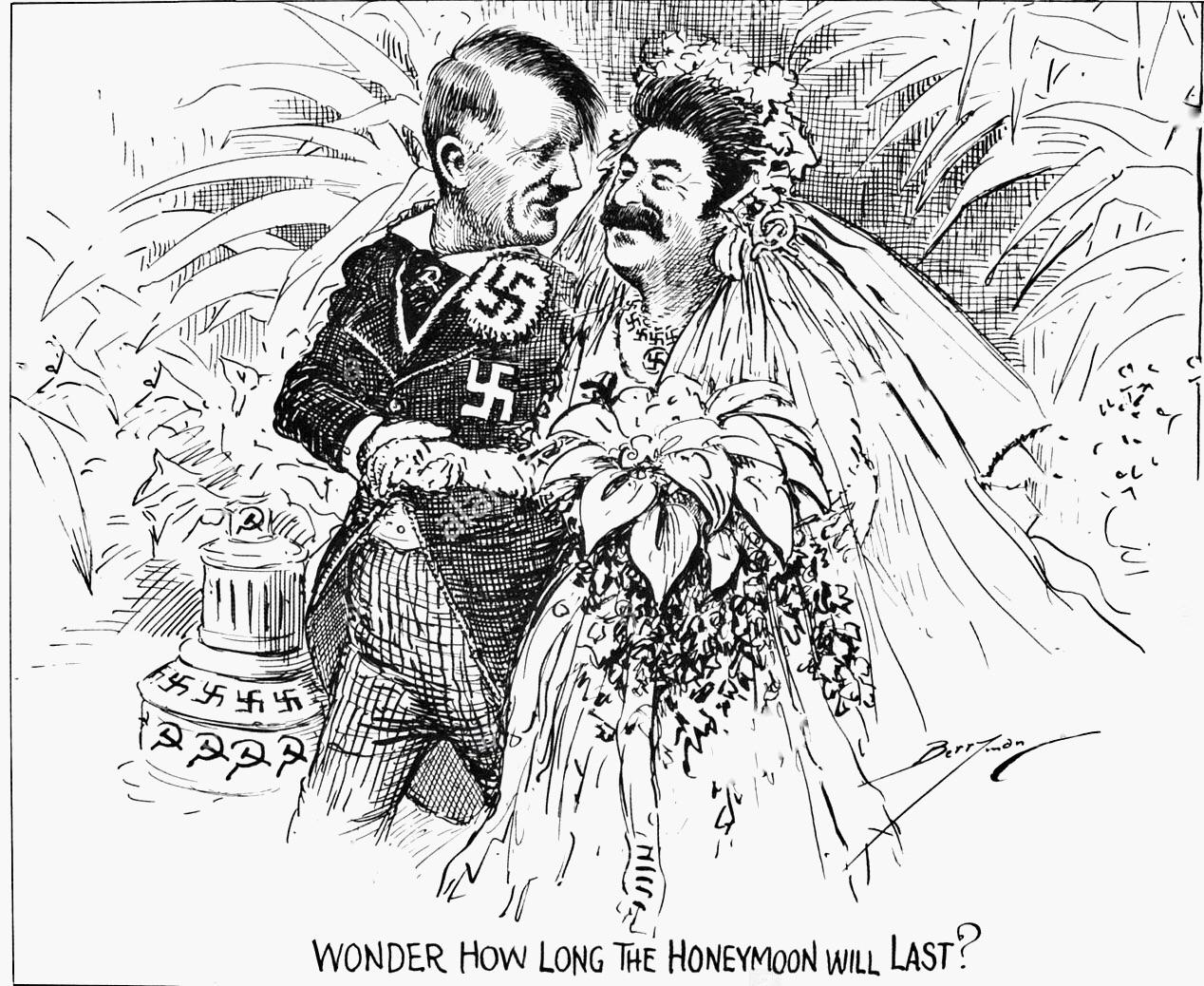
«Цікаво, скільки триватиме медовий місяць?». Карикатура Кліффорда Кеннеді Беррімена на пакт Молотова — Ріббентропа, 1939 р.
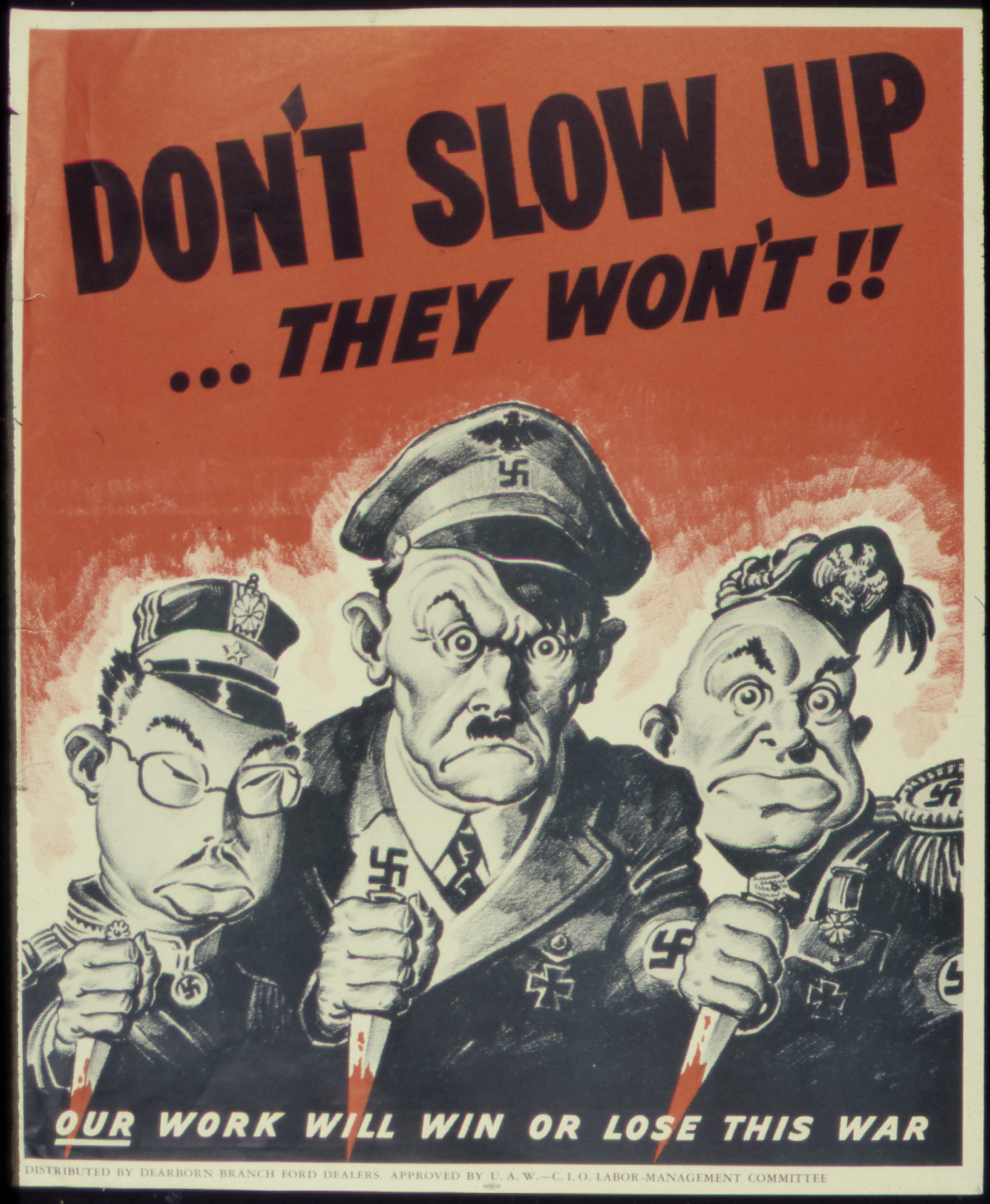
Американський плакат-карикатура на Хірохіто, Гітлера та Муссоліні. «Не сповільнюйся… вони не будуть», 1942 р.
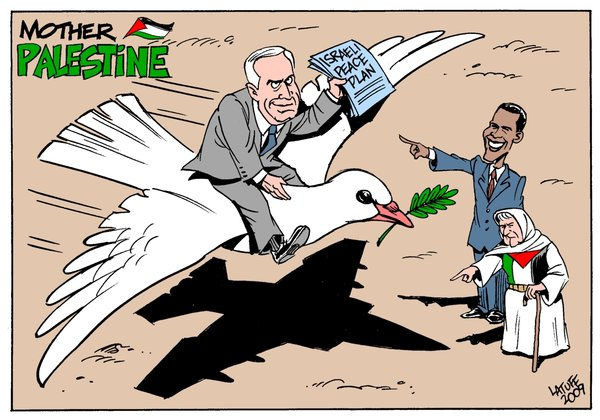
Карикатура Карлоса Латуфа на ізраїльсько-палестинський мир, 2009 р.
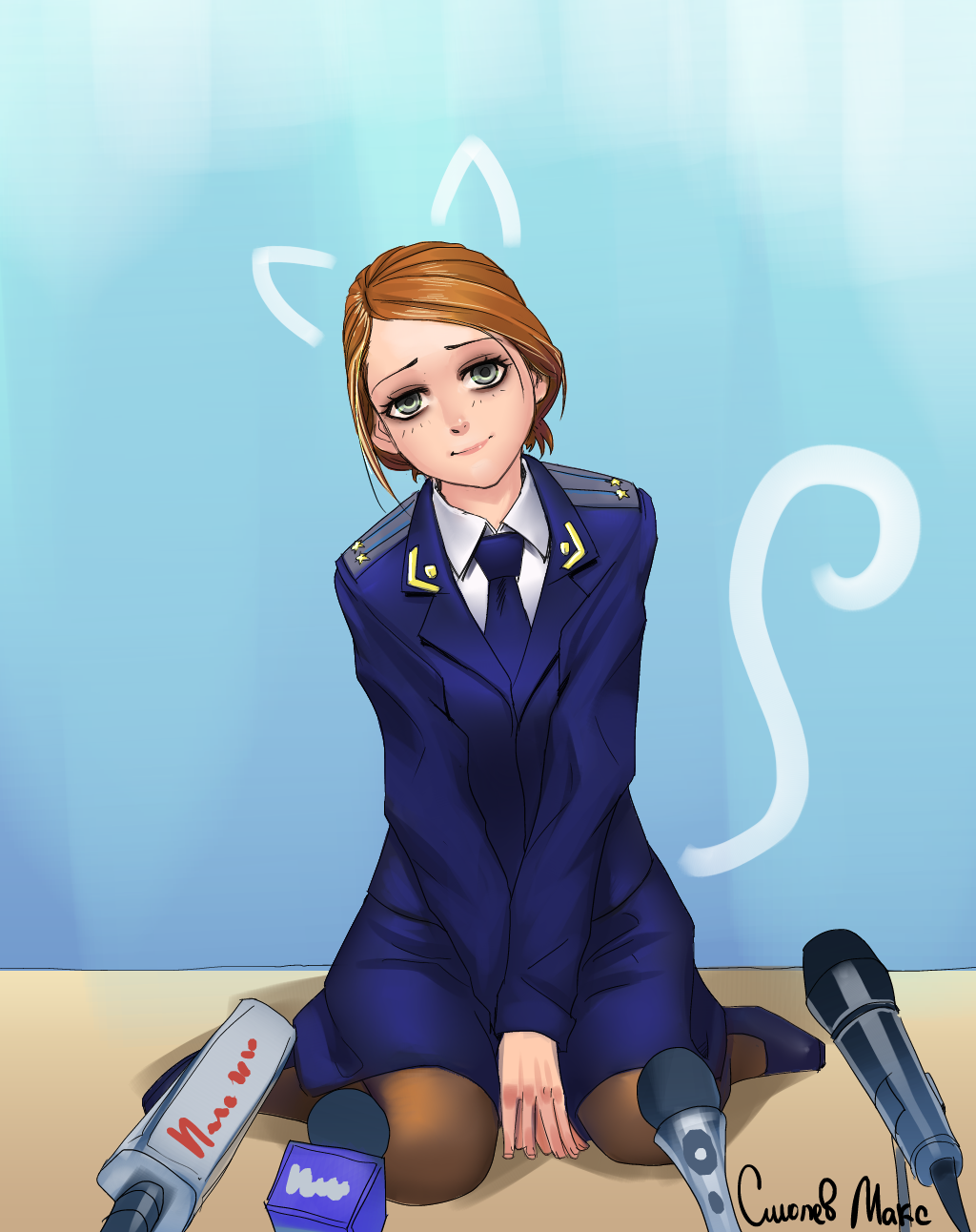
Карикатура на Наталію Поклонську, 2014 р.
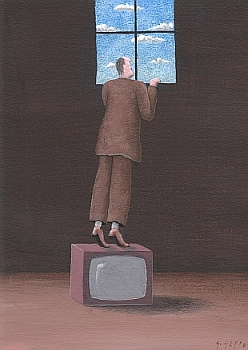
Карикатура Герхардта Геппа, 2009 р.